# Rutki (gmina)
Rutki – gmina wiejska w województwie podlaskim, w powiecie zambrowskim. W latach 1975–1998 gmina położona była w województwie łomżyńskim.
Siedziba gminy to Rutki-Kossaki.
Według danych z 30 czerwca 2004 gminę zamieszkiwały 6144 osoby.

## Geografia

### Położenie
Gmina Rutki znajduje się w Dolinie Narwi, w centralnej części województwa podlaskiego, w powiecie zambrowskim.
Graniczy z gminami: Łomża, Kobylin-Borzymy, Kulesze Kościelne, Wizna, Zambrów i Zawady.

### Struktura powierzchni
Powierzchnia gminy wynosi 200,2 km², w tym:
- użytki rolne: 75%
- użytki leśne: 17%[6]

Gmina stanowi 27,31% powierzchni powiatu.

### Przyroda
W 1967 r. na terenie gminy utworzono dwa rezerwaty przyrody:
- Bagno Wizna I chroniący fragment torfowiska niskiego w Dolinie Narwi, ze stanowiskami rzadkich roślin oraz
- Bagno Wizna II chroniący torfowiska wysokie ze stanowiskami rzadkich roślin.

Na obszarze gminy został wyznaczony Obszar Natura 2000 o pow. 8010,9 ha, w ramach którego znajduje się Specjalny obszar ochrony siedlisk i Obszar specjalnej ochrony ptaków Ostoja Biebrzańska.
Częściowo teren gminy obejmuje Łomżyński Park Krajobrazowy Doliny Narwi o unikatowych walorach przyrodniczych.
W sąsiedztwie gminy rozciąga się Biebrzański Park Narodowy, stanowiący jedyny w tej części Europy, naturalny obszar bagienny.
Przez gminę przebiega szlak rowerowy, łączący się ze szlakami rowerowymi w gminach Wizna, Zawady i Piątnica, zapewniając połączenie tras turystycznych z Biebrzańskim Parkiem Narodowym i Łomżyńskimi Parkiem Krajobrazowym Doliny Narwi.

## Demografia

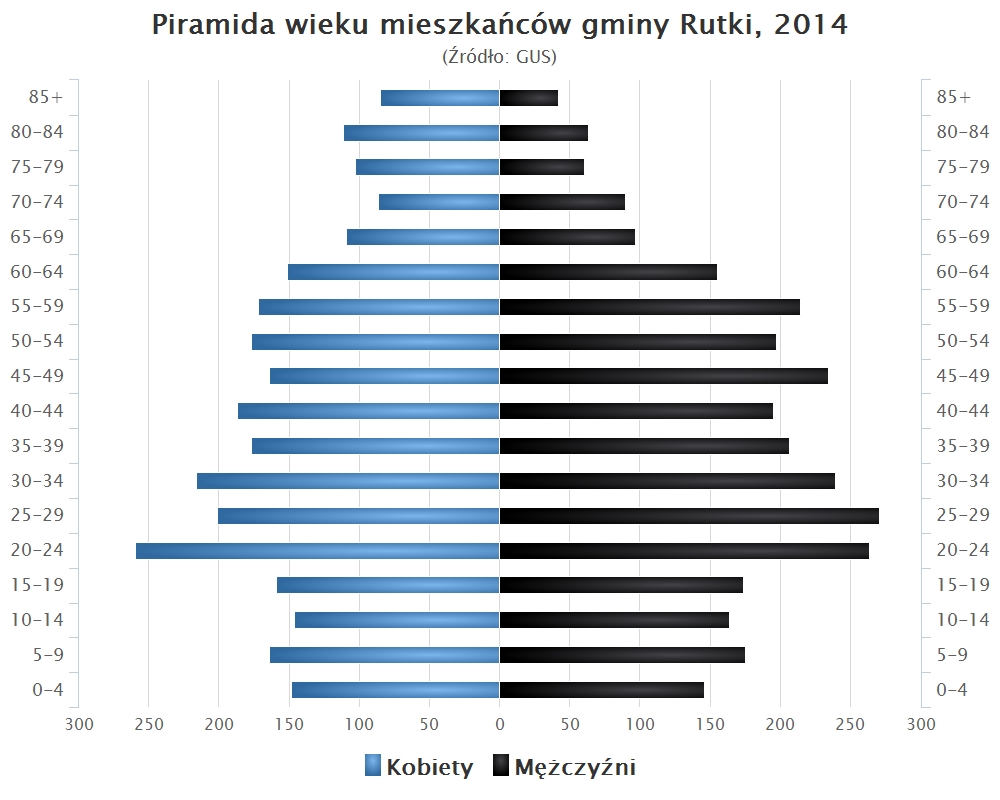
Piramida wieku mieszkańców gminy Rutki w 2014 roku

Dane z 30 czerwca 2004:
| Opis                              | Ogółem | Ogółem | Kobiety | Kobiety | Mężczyźni | Mężczyźni |
| --------------------------------- | ------ | ------ | ------- | ------- | --------- | --------- |
| jednostka                         | osób   | %      | osób    | %       | osób      | %         |
| populacja                         | 6144   | 100    | 2989    | 48,6    | 3155      | 51,4      |
| gęstość zaludnienia (mieszk./km²) | 30,7   | 30,7   | 14,9    | 14,9    | 15,8      | 15,8      |

## Sołectwa
Czochanie-Góra, Dębniki, Dobrochy, Duchny-Wieluny, Górskie Ponikły-Stok, Grądy-Woniecko, Gronostaje-Puszcza, Jawory-Klepacze, Kalinówka-Basie, Kalinówka-Bystry, Kalinówka-Wielobory, Kałęczyn-Walochy, Kołomyja, Kołomyjka, Kossaki-Falki, Kossaki Nadbielne, Kossaki-Ostatki, Mężenin, Mieczki, Modzele-Górki, Nowe Zalesie, Nowe Zambrzyce, Olszewo-Przyborowo, Ożarki-Olszanka, Ożary Wielkie, Pęsy-Lipno, Pruszki Wielkie, Rutki-Kossaki, Stare Zalesie, Stare Zambrzyce, Szlasy-Lipno, Szlasy-Łopienite, Szlasy-Mieszki, Śliwowo-Łopienite, Świątki-Wiercice, Walochy-Mońki, Wybrany, Zambrzyce-Jankowo, Zambrzyce-Kapusty, Zambrzyce-Króle, Zambrzyce-Plewki.

## Miejscowości niesołeckie
Jaworki, Konopki Leśne, Rutki-Jatki, Rutki-Nowiny, Rutki-Tartak Nowy.

## Sąsiednie gminy
Łomża, Kobylin-Borzymy, Kołaki Kościelne, Kulesze Kościelne, Wizna, Zambrów, Zawady